# لیسرژول
لیسرژول (به انگلیسی: Lysergol) با فرمول شیمیایی C۱۶H۱۸N۲O یک ترکیب شیمیایی با شناسه پاب‌کم ۱۴۹۸۷ است. که جرم مولی آن ۲۵۴٫۳۳ g/mol می‌باشد. 